# Flanders Tomorrow Tour
El Flanders Tomorrow Tour es una carrera ciclista por etapas belga disputada en los alrededores de la Provincia de Flandes Occidental. 
Creada en 2021, forma parte del UCI Europe Tour en la categoría 2.2U y está reservada a corredores menores de 23 años. El recorrido está compuesto de cuatro etapas que se desarrollan en tres días de competición.

## Palmarés
| Año  | Ganador          | Segundo          | Tercero             |
| ---- | ---------------- | ---------------- | ------------------- |
| 2021 | Mick van Dijke   | Daan Hoole       | Vincent Van Hemelen |
| 2022 | Lars Boven       | Tim Marsman      | Aivaras Mikutis     |
| 2023 | Jakob Söderqvist | Tibor Del Grosso | Axel van der Tuuk   |

## Palmarés por países
| País         | Victorias |
| ------------ | --------- |
| Países Bajos | 2         |
| Suecia       | 1         |